# Schwanenkirche
De Schwanenkirche (Nederlands: Zwanenkerk) is een rooms-katholieke bedevaartskerk in Roes, een plaats in de Duitse Landkreis Cochem-Zell, Rijnland-Palts. 

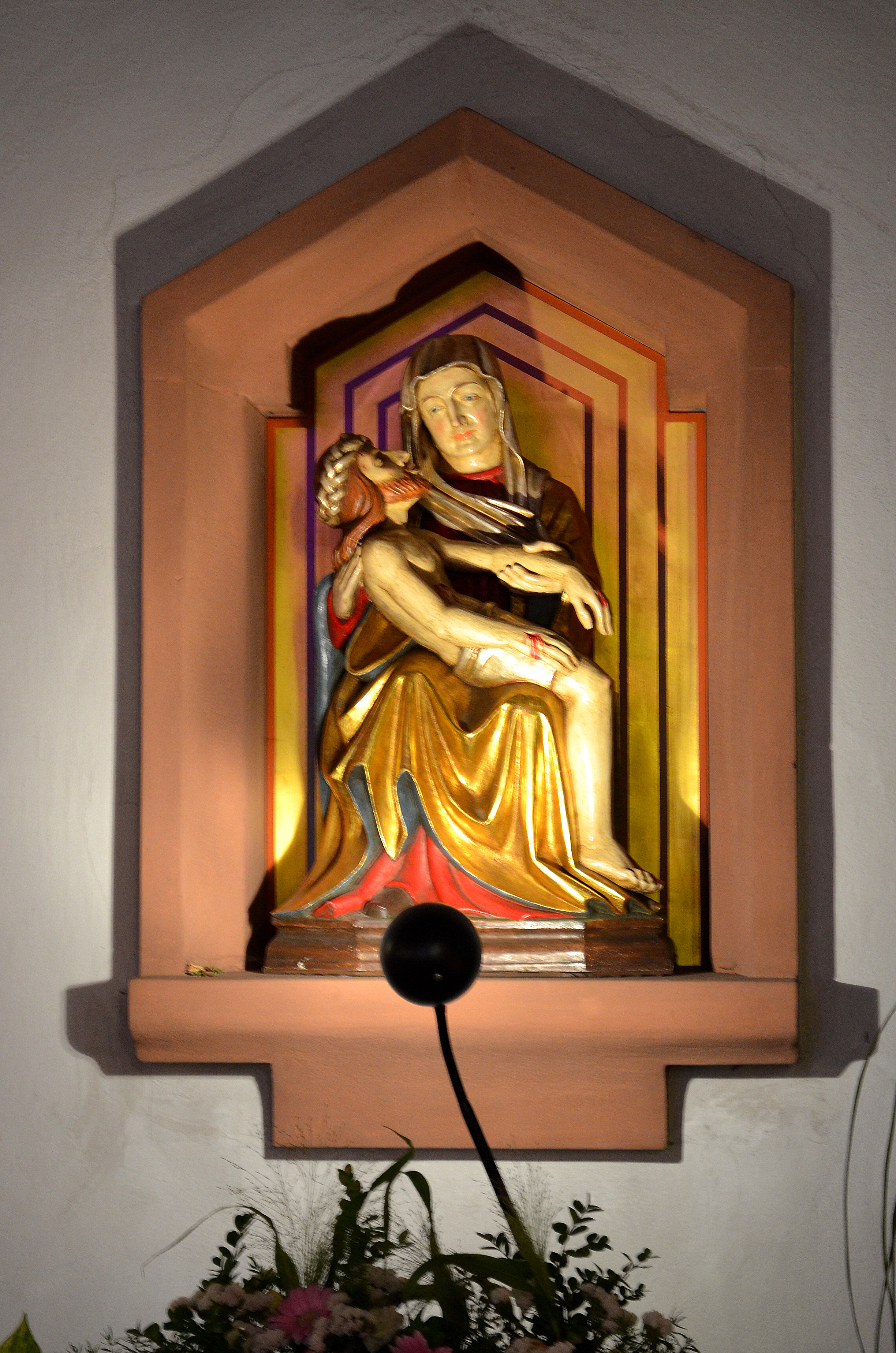
Vesperbeeld

## Geschiedenis
De in 1473 als hallenkerk met drie schepen opgerichte kerk werd in 1944 bij een luchtaanval volledig verwoest. De bouwheren van de kerk waren de heren van Pirmont en Erenberg. In het netgewelf zaten sluitstenen met daarop de wapens van de bij bouw betrokken adelsgeslachten en het wapen van de Trierse aartsbisschop Johan II van Baden.  
De brokstukken van het genadebeeld, een 15e-eeuwse piëta, werden na de luchtaanval in 1944 weer bij elkaar gezocht en gebruikt bij de restauratie van het beeld.
De nieuwbouw uit 1950-1952 betreft een ontwerp van Karl Peter Böhr uit Mayen. De architectuur van de kerk is modern en het spitsbogige kerkschip is een verwijzing naar de gotiek. De eveneens spitsbogige vensters verlichten het interieur met een prachtig kleurenspel. 

## De naam van de Zwanenkerk
De naam van de kerk dook voor het eerst op in 1544 en stamt uit een sage. Deze sage vertelt het verhaal van de bouwer van de kerk; waarschijnlijk een kruisvaarder, die gevangen was genomen. Hij bad tot de Moeder Gods en droomde vervolgens dat hij door een zwaan naar huis zou worden gedragen. Tijdens het ontwaken bevond de ridder zich inderdaad weer in zijn heimat en liet op de plaats waar hij wakker werd vervolgens een kerk ter ere van de Moeder Gods bouwen. De dakruiter bezit net als vroeger ook tegenwoordig een zwaan.